# E commerciale
La e commerciale (&) è un logogramma e una legatura delle lettere latine e-t. Risalente all'antica Roma, nel tempo in cui le lettere e e t venivano occasionalmente scritte insieme; la sua invenzione è attribuita a Marco Tullio Tirone, segretario di Cicerone per moltissimi anni.
Diffuso principalmente in ambito anglosassone, questo segno grafico viene designato in inglese col termine ampersand.

## Etimologia
(Geoffrey Glaister, Glossario del libro)
Tradizionalmente, quando si recita l'alfabeto nelle scuole di lingua inglese, qualsiasi lettera che potrebbe anche essere usata come parola in sé ("A", "I" e, a un certo punto, "O") veniva ripetuta con l'espressione latina per se ("da solo"), come in "A per se A". Era anche pratica comune aggiungere il segno & alla fine dell'alfabeto come se fosse la ventisettesima lettera, pronunciata come il latino et o successivamente in inglese come and. Di conseguenza, la recitazione dell'alfabeto finirebbe in "X, Y, Z, and per se and". Quest'ultima frase era abitualmente confusa con la parola "ampersand", entrando quest’ultima nell'uso comune inglese nel 1837. 
Nel XIX secolo, quando in Gran Bretagna si recitava l'alfabeto facendo precedere la locuzione latina per se a ogni lettera che potesse rappresentar da sé una parola, la & era considerata l'ultima lettera dell'alfabeto ed era pronunciata «and»; per tale motivo, la recitazione dell'alfabeto si chiudeva con le parole «x, y, z and per se &» (da leggere «x, y, z and per se and»); in seguito, l'espressione «and per se and», poi contratta in «ampersand», passò essa stessa a indicare il simbolo &.
Tuttavia, diversamente dalle attuali 26 lettere inglesi, il carattere & non rappresenta alcun fono o combinazione di foni; mentre altri caratteri che sono stati man mano eliminati dall'alfabeto inglese lo erano, come, ad esempio, le antiche lettere thorn, wynn e eth.
È stato falsamente affermato che André-Marie Ampère abbia usato il simbolo nelle sue pubblicazioni molto lette e che la gente abbia iniziato a chiamare la nuova forma "Ampère's and".

## Storia
La “e commerciale” può essere fatta risalire al I secolo d.C. e al corsivo antico romano, in cui le lettere E e T occasionalmente venivano scritte insieme per formare una legatura. Nell'ultima e più fluente forma corsiva, le legature di tutti i tipi erano estremamente comuni. Durante il successivo sviluppo della scrittura latina che porta alla minuscola carolingia (IX secolo), l'uso delle legature in generale diminuì. La legatura et, tuttavia, continuò ad essere utilizzata e gradualmente divenne più stilizzata e meno rivelatrice della sua origine.
La “e commerciale” moderna in corsivo è una sorta di legatura "et" che risale alle scritture corsive sviluppate durante il Rinascimento. Dopo l'avvento della stampa in Europa nel 1455, gli stampatori fecero ampio uso sia della e commerciale italica che di quella romana. Poiché le radici della e commerciale risalgono all'epoca romana, molte lingue che utilizzano una variazione dell'alfabeto latino ne fanno uso.
La “e commerciale” spesso appariva come un carattere alla fine dell'alfabeto latino, come ad esempio nell'elenco di lettere di Byrhtferð dal 1011. Allo stesso modo, "&" era considerata la ventisettesima lettera dell'alfabeto inglese, insegnata ai bambini negli Stati Uniti e altrove. Un esempio può essere visto nel libro del 1863 di MB Moore The Dixie Primer, for the Little Folks. Nel suo romanzo del 1859 Adam Bede, George Eliot si riferisce a questo quando fa dire a Jacob Storey: "Pensava che [Z] fosse stato messo solo per finire l'alfabeto; sebbene Ampusand avrebbe fatto altrettanto, per quello che poteva vedere." La popolare filastrocca Apple Pie ABC termina con le righe "X, Y, Z ed “e commerciale”, tutti desideravano un pezzo in mano".
La “e commerciale” non deve essere confusa con la "et" tironiana, che ha lo stesso significato ma che in apparenza assomiglia al numero 7. Entrambi i simboli hanno le loro radici nell'antichità classica ed entrambi i segni furono usati per tutto il Medioevo come rappresentazione della parola latina et ("e"). Tuttavia, mentre la e commerciale era in origine una legatura comune nella scrittura quotidiana, il tironiano et faceva parte di una stenografia altamente specializzata. Il tironiano et si trova nella scrittura della lingua irlandese antica, una scrittura a base latina generalmente usata solo per scopi decorativi oggi, dove significa agus ("e") in irlandese. Questo simbolo potrebbe essere entrato nel linguaggio della scrittura per influenza monastica al tempo della chiesa paleocristiana in Irlanda.

## Uso
L'“e commerciale” è utilizzata prevalentemente nei nomi di ditte, a indicare un'unione in affari (es. Rossi & figli, AT&T o M&M's ). Le “e commerciali” sono comunemente viste in nomi di affari formati da partnership di due o più persone, come Johnson & Johnson, Dolce & Gabbana, Marks & Spencer, A&P (supermercati) e Tiffany & Co., nonché alcune abbreviazioni contenenti la parola e, come AT&T (American Telephone and Telegraph), R&D (ricerca e sviluppo), D&B (drum and bass), R&B (rhythm and blues), B&B (bed and breakfast) e P&L (profitti e perdite).
Nel linguaggio corrente e in quello formale non è più in uso, fatta eccezione per i casi sopracitati.
Nei linguaggi di programmazione & indica la congiunzione logica. In alcuni linguaggi & viene utilizzato per l'operatore bitwise (in questo caso la congiunzione logica diviene &&). In alcuni linguaggi && viene usato anche per la valutazione a corto circuito. Se precede una variabile può inoltre indicare un indirizzo di memoria. Nelle shell POSIX permette l'esecuzione in background. In TeX l'e commerciale indica una tabulazione. In Excel consente la concatenazione di due campi.
Nei crediti cinematografici per storie, sceneggiature, ecc., & indica una collaborazione più stretta di e. La “e commerciale” è usata dalla Writers Guild of America per indicare due scrittori che collaborano a una sceneggiatura specifica, piuttosto che uno scrittore che riscrive il lavoro di un altro. Nelle sceneggiature, due autori si sono uniti e hanno collaborato alla sceneggiatura, oppure si sono uniti e hanno lavorato alla sceneggiatura in momenti diversi e potrebbero non essersi consultati affatto: in quest'ultimo caso, entrambi hanno contribuito in modo abbastanza significativo alla sceneggiatura per ricevere crediti, ma non hanno lavorato insieme.
Nello stile APA, la “e commerciale” viene utilizzata quando si citano fonti nel testo come (Jones & Jones, 2005). Nell'elenco dei riferimenti, una “e commerciale” precede il nome dell'ultimo autore quando è presente più di un autore; questo non si applica allo stile MLA, che richiede di scrivere "e".
La parola eccetera, solitamente scritta come ecc., può essere abbreviata &c. che rappresenta la combinazione et + c (cetera, latino: "altre cose").
La “e commerciale” può essere utilizzata per indicare che la "e" in un elemento elencato è una parte del nome dell'elemento e non la congiunzione che chiude un elenco (ad esempio "Rock, pop, rhythm & blues e hip hop").
La “e commerciale” può ancora essere utilizzata come abbreviazione di "e" nella scrittura informale indipendentemente da come "e" viene utilizzato.

## Scrivere la e commerciale
Nella grafia di tutti i giorni, la e commerciale è talvolta semplificata nel design come un grande epsilon minuscola o un numero 3 invertito, sovrapposto da una linea verticale. 
La “e commerciale” a volte è anche mostrata come un epsilon con una linea verticale sopra e sotto o un punto sopra e sotto di essa. 
Il segno più "+" (a sua volta basato su una legatura et) è spesso usato in modo informale al posto di una e commerciale.

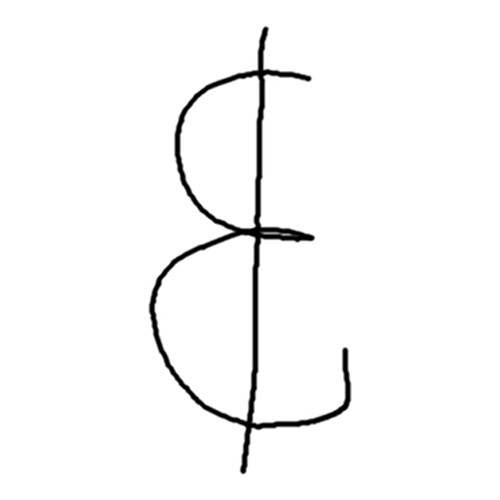
Una e commerciale scritta con un tratto verticale
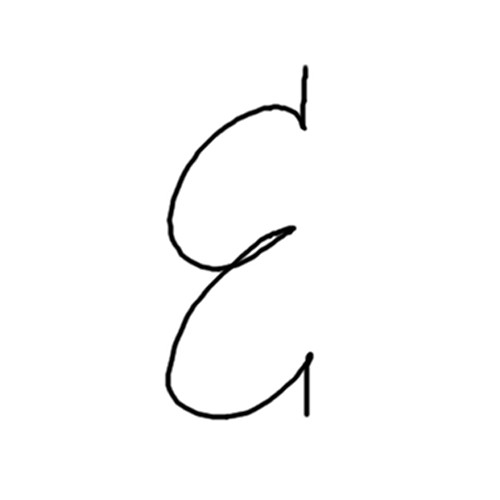
Una e commerciale scritta con il tratto verticale unito ai bordi
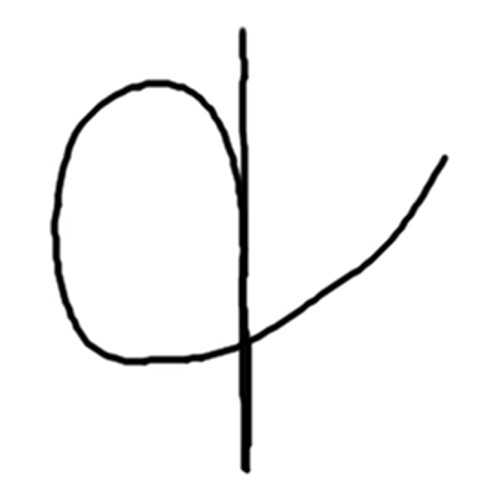
Un segno più scritto a mano usato, come e commerciale, per significare "e"

## Informatica
Nel XX secolo, in seguito allo sviluppo della logica formale, la e commerciale divenne una notazione logica comunemente usata per l'operatore binario o connettivo sentenziale AND. Questo utilizzo è stato adottato nell'informatica.
Molti linguaggi con sintassi derivata da C, inclusi C ++, Perl, e altri, distinguono tra:
- &per bit per bit AND. (4 & 2)è zero, (4 & 5)è 4.
- &&per cortocircuito AND logico. (4 && 2)è vero.

Perl usa la e commerciale come sigillo per riferirsi alle subroutine:
- In Perl 4 e versioni precedenti, era effettivamente richiesto di chiamare le subroutine definite dall'utente[25]
- In Perl 5, può ancora essere usato per modificare il modo in cui vengono chiamate le subroutine definite dall'utente[26]
- In Perl 6, il sigillo e commerciale è usato solo quando ci si riferisce ad una subroutine come oggetto, mai quando lo si chiama[27]

Nel MASM 80x86 Assembly Language, &è l'operatore di sostituzione che indica all'assemblatore di sostituire un parametro di macro o un nome di macro di testo con il suo valore effettivo.
"Ampersand" è il nome di un linguaggio di programmazione reattivo che utilizza l'algebra delle relazioni per specificare i sistemi di informazione.

### Marcatura di testo
In SGML, XML e HTML, la e commerciale è usata per introdurre un'entità SGML, come &nbsp;(per uno spazio unificatore) o &alpha;(per la lettera greca α). La codifica HTML e XML per il carattere e commerciale è l'entità &amp;. Ciò può creare un problema noto come collisione del delimitatore durante la conversione del testo in uno di questi linguaggi di markup. Ad esempio, quando inserisci URL o altro materiale contenente e commerciale in file di formato XML come i file RSS, il simbolo & deve essere sostituito con &amp; per poter essere interpretato correttamente. SGML ha derivato l'uso da IBM Generalized Markup Language, che era uno dei tanti linguaggi mainframe IBM a utilizzare la e commerciale per segnalare una sostituzione di testo, tornando infine al linguaggio di macro assembly System/360.
Nel semplice linguaggio di markup TeX, la e commerciale viene utilizzata per contrassegnare le tabulazioni. La e commerciale stessa può essere applicata in TeX con \&. I caratteri Computer Modern lo sostituiscono con un simbolo "ET" nei caratteri cmti''#'' (testo in corsivo), quindi può essere inserito come {\it\&} nel testo corrente quando si utilizzano i caratteri predefiniti (Computer Modern).
Nei menu, nelle etichette e in altre didascalie di Microsoft Windows, la e commerciale viene utilizzata per indicare la lettera successiva come scorciatoia da tastiera (chiamato "tasto di accesso" da Microsoft). Ad esempio, impostare l'etichetta di un pulsante su &Print la fa visualizzare come "Stampa" (Print) e per Alt + P è una scorciatoia equivalente alla pressione di quel pulsante. È necessaria una doppia e commerciale per visualizzare una e commerciale reale. Questa convenzione ha avuto origine nella prima API WIN32 ed è utilizzata in Windows Forms, (ma non WPF, che utilizza il carattere di sottolineatura _ per questo scopo) ed è anche copiato in molti altri toolkit su più sistemi operativi. A volte questo causa problemi simili ad altri programmi che non riescono a disinfettare il markup dall'input dell'utente; ad esempio i database Navision hanno problemi se questo carattere nei campi "Testo" o "Codice".

### Shell Unix
Alcune shell Unix usano la e commerciale come metacarattere:
Alcune shell Unix, come la shell standard POSIX sh, utilizzano una e commerciale per eseguire un processo in background e per duplicare i descrittori di file.
In Bash, la e commerciale può separare parole, controllare la cronologia dei comandi, duplicare descrittori di file, eseguire operazioni logiche, controllare lavori e partecipare a espressioni regolari.

### Standard web
La sintassi dell'URL generico (Uniform Resource Locator) consente di aggiungere una stringa di query a un nome di file in un indirizzo Web in modo che ulteriori informazioni possano essere passate a uno script; il punto di domanda, o punto interrogativo "?", viene utilizzato per indicare l'inizio di una stringa di query. Una stringa di query è generalmente composta da un numero di coppie nome-valore diverse, ciascuna separata dal simbolo della e commerciale "&". Ad esempio http://www.example.com/login.php?username=test&password=blank.

## Galleria d'immagini

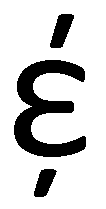
Esempio di e commerciale basato su un epsilon incrociato, come potrebbe essere scritto a mano
Legatura et con scrittura insulare
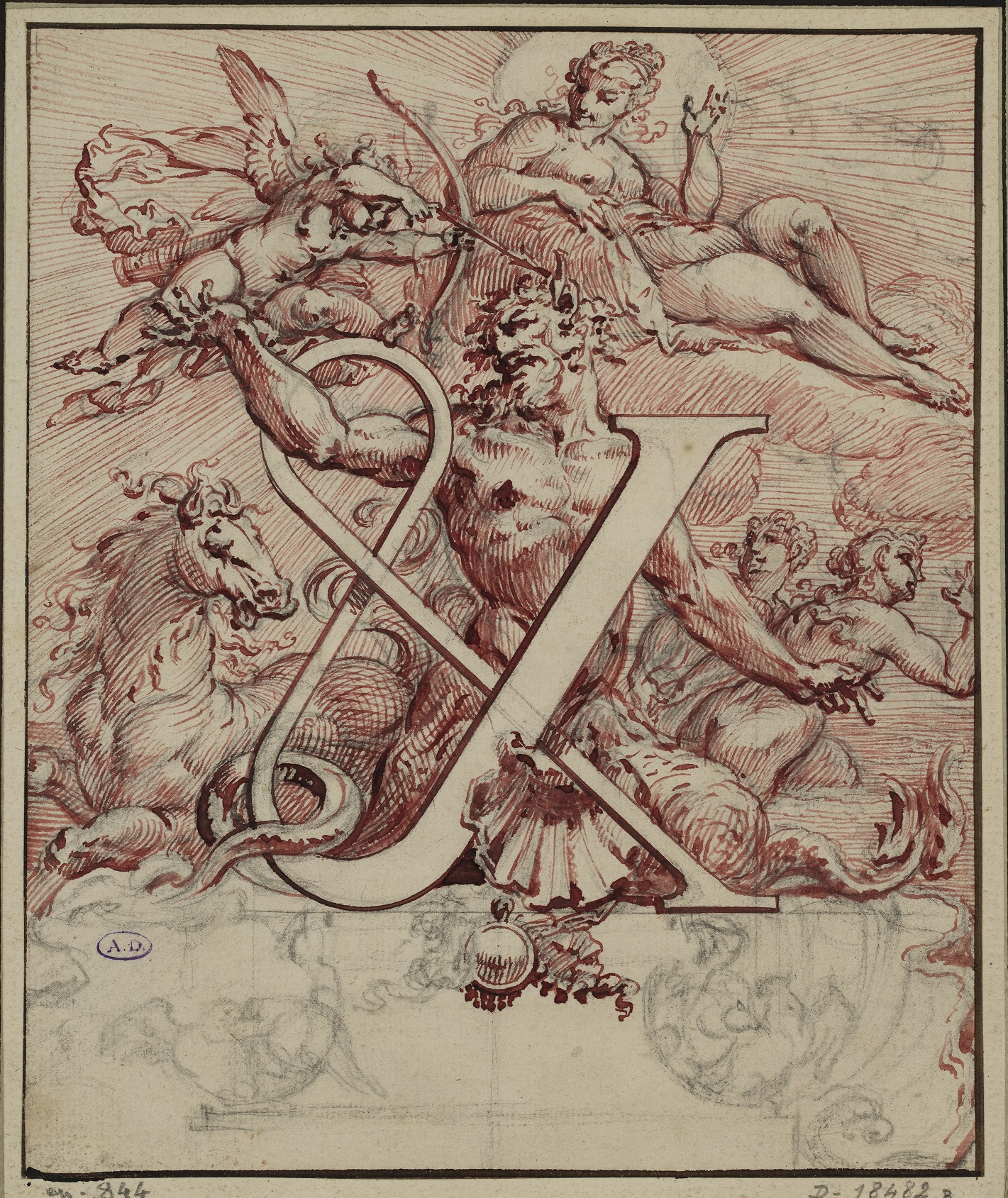
Una e commerciale artistica